# Il segreto (film 2000)
Il segreto (Le Secret) è un film del 2000 diretto da Virginie Wagon.
È stato presentato nella Quinzaine des Réalisateurs del 53º Festival di Cannes.

## Trama
Marie vende enciclopedie ed è sposata da 12 anni con Francois, ma negli ultimi tempi la loro vita sessuale non sembra più soddisfarla. Un giorno, durante un appuntamento di lavoro a domicilio, conosce Bill, un ballerino afroamericano in visita a Parigi; i due, dopo un terzo incontro, cominciano un'appassionata e sfrenata relazione, esclusivamente fisica, senza alcun coinvolgimento emotivo. Marie, lasciatasi trascinare dalla passione, comincia disinteressarsi del lavoro ed a trascurare il marito e il figlioletto di due anni; Francois, scoperta la relazione, abbandona la moglie. Tempo dopo, Marie e l'ex marito si incontrano ad una festa e nonostante l'adulterio abbia mandato a monte il loro matrimonio, capiscono di amarsi ancora.

## Critica
- Operazione non originale, ma condotta con dialoghi e situazioni attendibili. Finale sospeso e simbolico. Commento del dizionario Morandini che assegna al film due stelle e mezzo su cinque di giudizio.[2]
- Nella sceneggiatura c'è qualcosa di incompiuto (...) finale che vira sul melò. Commento del dizionario Farinotti che assegna al film due stelle su cinque di giudizio[3]